# گمینا چمیرنگکی
گمینا چمیرنگکی (به لهستانی:  Gmina Czemierniki) یک گمینا در لهستان است که در شهرستان رازنگ پودلاسکی واقع شده‌است. گمینا چمیرنگکی ۱۰۷٫۷۱ کیلومتر مربع مساحت و ۴٬۶۴۸ نفر جمعیت دارد.